# Пречани
Пречани (на сръбски: Пречани или Prečani) е общо наименование, използвано в края на XIX век за сърбите, живеещи отвъд реките Дунав, Сава и Дрина – на територията на Австро-Унгария. То се използва главно в независима Сърбия, като самите австро-унгарски сърби нямат чувство за някаква обща пречанска идентичност.